# Mario Zampedroni
Mario Zampedroni (né le 16 décembre 1945 à Milan et mort le 14 août 2022) est un peintre et graphiste italien contemporain.

## Biographie
À treize ans, Mario Zampedroni intègre l'École Supérieure d'Arts Appliqués du Castello Sforzesco à Milan où il suit principalement des cours de dessin et de peinture. Il se distingue à plusieurs reprises et participe à de nombreux concours jusqu'à la fin des années 1970.
Il est diplômé en graphisme et publicité et a étudié l'architecture à l'école polytechnique de Milan. Il a ensuite travaillé comme concepteur et directeur dans l'industrie de fourniture.
Aujourd'hui, il consacre une grande partie de son temps à la peinture.